# Походи Агафокла до Італії та на Балкани
Походи Агафокла до Італії та на Балкани — кілька кампаній, котрі провадив сиракузький тиран Агафокл у другій половині свого правління.

Мапа Південної Італії, на якій зокрема позначений згаданий у статті Кротон

У 306 р. до н.е. Агафокл завершив війну з Карфагеном, а за два наступні роки впорався із сиракузькими вигнанцями. Зміцнивши таким чином своє становище, сиракузький правитель звернув увагу на італійські терени, де він вбачав можливості для отримання здобичі та розширення своїх володінь.
В 304 р. до н.е. тиран здійснив набіг на Ліпарські острови (невеликий архіпелаг в Тірренському морі трохи північніше від Сицилії). Агафокл зажадав від їх мешканців 50 талантів, визначивши для  виплати дуже стислий термін. Острів’яни прохали дати більше часу та не забирати приношення богам, проте сиракузець все-таки змусив віддати дари, посвячені Еолу та Гефесту. Після відплиття через шторм загинуло 11 його кораблів, що сприйняли як миттєву помсту бога вітру Еола за святотатство.
Через кілька років (за різними варіантами реконструкції подій – від 300 до 297 р. до н.е.), до Агафокла звернулись мешканці острова Керкіра, розташованого біля західного узбережжя Балканського півострова. Вони просили допомоги проти македонського царя Кассандра, котрий облягав їх місто. Флот тирана завдав македонцям поразки у морській битві, проте далі Агафокл неочікувано дозволив Кассандру, котрий потрапив у пастку на острові, повернутись зі своєю армією до Македонії. Керкіра увійшла до володінь сиракузького володаря, а в 295 р. до н.е. була виділена ним як посаг своїй доньці Ланассі, котру видали заміж за епірського царя Пірра. Надалі Ланасса покинула епірця та пошлюбилась із македонським царем Деметрієм Поліоркетом, котрий став новим сюзереном Керкіри (у підсумку цей острів опинився в руках чергового македонського володаря Лісімаха, в якого біля 281 р. до н.е. його захопив Пірр – - втім, на момент цих останніх подій Агафокл вже був мертвий).
Ймовірно, одночасно з походом на Керкіру якийсь із загонів сиракузянина висадився на невеликий сусідній острів Ітака ти забрав звідти певну кількість вівець. Ітакійці поскаржились на грабунок, проте Агафокл, глузуючи з них, лише зазначив, що коли цар Ітаки побував в нього на Сицилії, то не лише забрав вівець, але й виткнув очі пастуху (відповідно до міфів про Одіссея, циклоп Поліфем жив на острівці у східного узбережжя Сицилії). Схожу відповідь отримали і мешканці Керкіри, коли спробували дізнатись, чому Агафокл знелюднив їх острів (яка саме подія крилась за цим достеменно невідомо).

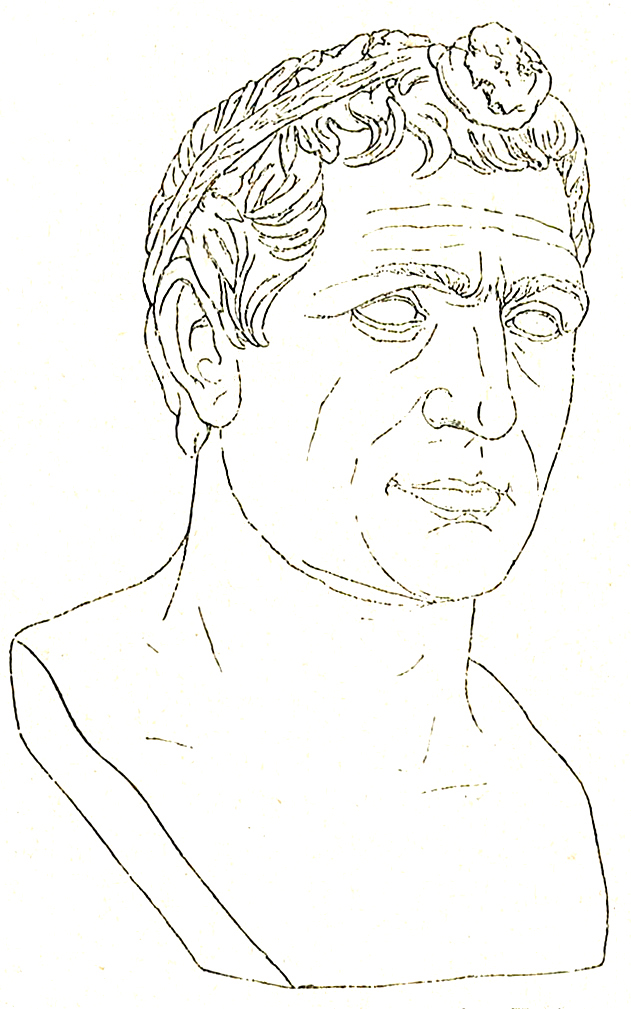
Цар Сицилії Агафокл

Вернувшись з Керкіри, Агафокл дізнався, що під час його відсутності лігурійські та етруські найманці бунтували, вимагаючи від полишеного командувати сина (чи онука) тирана Агафарха розрахуватись із ними. За це Агафокл наказав перебити не менше 2 тисяч найманців. Такий вчинок спонукав бруттіїв (ще одне італійське плем’я, котре населяло півострів Калабрія) розірвати союз із сицилійським володарем. У відповідь Агафокл спробува захопити місто Ethae (розташування наразі невідоме), проте його супротивники зібрали велике військо та раптово напали уночі. Втративши у цій битві 4 тисячі воїнів, Агафокл повернувся додому.
Наступну операцію на південноіталійських теренах сиракузький володар здійснив у 295 р. до н.е., коли прямував на Керкіру віддавати Ланассу за Пірра. Пересуваючись повз Кротон (грецьке місто на східному узбережжі Калабрії), Агафокл послав гінця до свого друга та тирана цього міста Менедема із заспокоєннями, пояснюючи, що лише забезпечує царський почт для нареченої. Проте насправді раптово напав на Кротон і обвів його облоговими спорудами. Використовуючи метальні машини та підкопи, нападники зруйнували найбільшу башту, що налякало кротонців та спонукало їх до капітуляції. Впущене у місто військо сиракузянина перебило чоловіків та розграбувало Кротон, після чого тут розмістили сицилійську залогу.
Тоді ж Агафокл уклав союз із італійськими племенами япігів (зокрема, з певкетами, котрі займали території по узбережжю Адріатичного моря у центральній частині Апулії). Сиракузянин надав їм кораблі для занять піратством, отримавши за це частину у здобичі.
У 294 р. до н.е. Агафокл знову виступив проти бруттіїв, спорядивши велике військо у 30 тисяч піхотинців та 3 тисячі вершників. Якраз перед відплиттям до нього прибуло бруттійське посольство з дорученням відновити союз. Оскільки посли могли побачити рух військових, їх запросили на бенкет, одразу після якого сиракузький володар сам сів на корабель та вирушив слідом за своєю армією до Італії. Тут він довірив своєму полководцю зайнятись спустошенням ворожого узбережжя, проте той потрапив у шторм та втратив більшість кораблів. Сам же Агафокл обложив та за допомогою метальних машин захопив місто Гіппоній (на західному, тирренському узбережжі Калабрії, наразі Вібо-Валентія). Бруттії знову звернулись з пропозицією миру та погодились видати шістсот заручників. Проте, коли Агафокл відплив з основними силами на Сицилію, це плем’я зібралось з усіма силами, розгромило залишене в їх землях сицилійське військо та звільнило заручників.
На початку 280-х років до н.е. Агафокл вирішив знову змінити напрямок свої завойовницьких походів та розпочати другу війну проти Карфагену. Оскільки попередня експедиція до Африки була невдалою через панування ворога на морі, на цей раз сицилійський цар підготував великий флот – він мав 200 пентер та гексер, котрі повинні були блокувати підвіз до Карфагену зерна з Сицилії та Сардинії. Втім, у 288 р. до н.е. Агафокл помер, чи то бувши отруєним, чи від важкої хвороби.